# 1609 w polityce

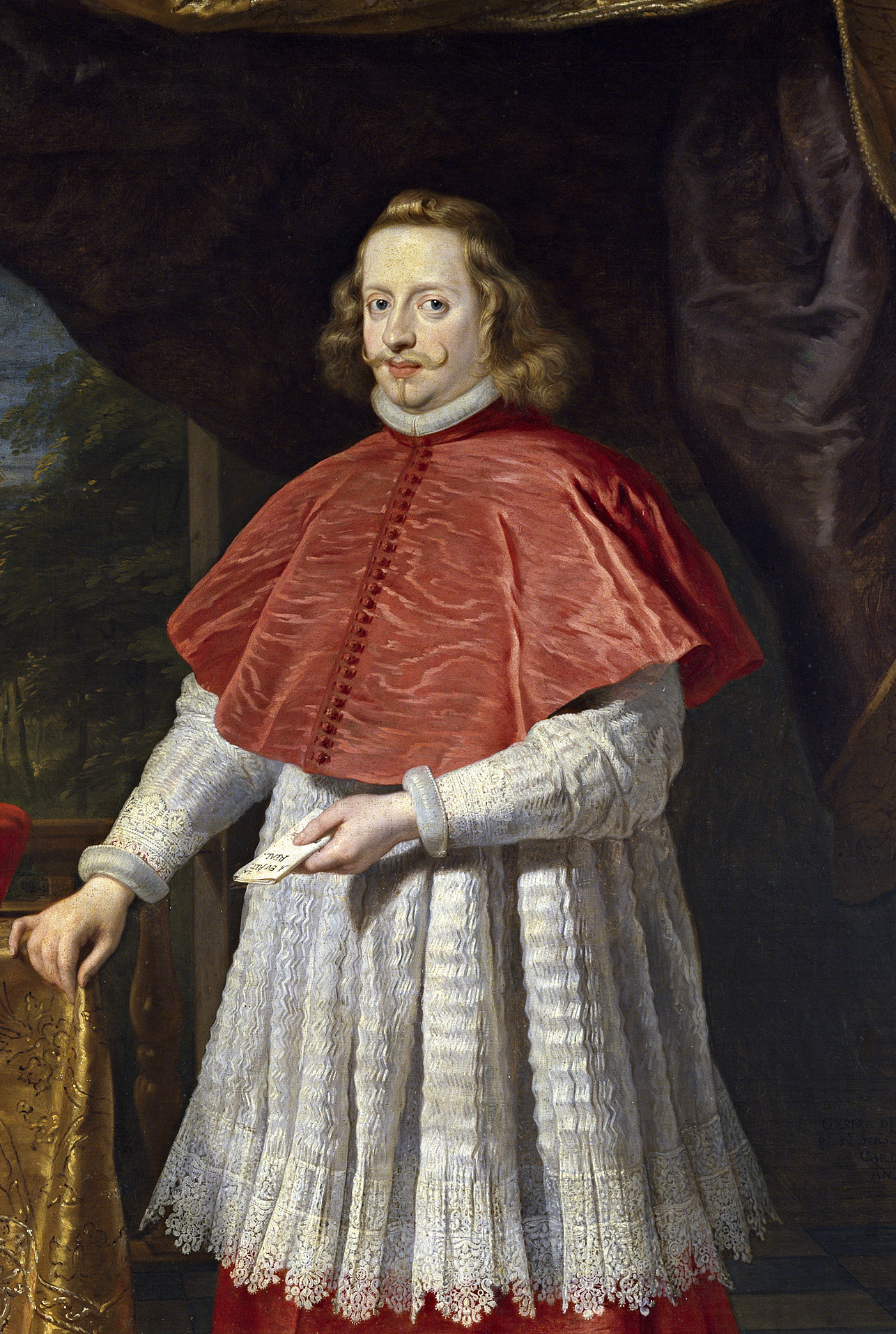
Ferdynand Habsburg

Wydarzenia polityczne w 1609 roku.

## Urodzili się
- 22 marca Jan II Kazimierz Waza, król Polski[1].
- 16 maja Ferdynand Habsburg, hiszpański biskup[2].